# هلدینگ میدان پرشینگ
هلدینگ میدان پرشینگ (انگلیسی: Pershing Square Holdings) یک تراست سرمایه‌گذاری بزرگ بریتانیایی است که به سرمایه‌گذاری‌های بلندمدت در شرکت‌های آمریکای شمالی اختصاص دارد. این شرکت که در سال ۲۰۱۲ تأسیس شد، یکی از اجزای شاخص ۱۰۰ بورس اوراق بهادار فایننشیال تایمز است. رئیس آن فارلو است. صندوق توسط بیل آکمن از مدیریت سرمایه میدان پرشینگ مدیریت می‌شود.
هلدینگ میدان پرشینگ، یک شرکت گروه اف تی اس ای، عملکرد مدیریت سرمایه میدان پرشینگ، یک صندوق آمریکایی را ردیابی می‌کند.